# Pelion (Caonia)

Regioni antiche della Macedonia, Epiro ed Illiria.

Pelion, anche Pellion o Pelium (in greco antico: Πήλιον, Πέλλιον or Πήλεον?), fu un insediamento fortificato nella regione illirica della tribù dei Dassareti, oggi Poloske, Bilisht in Albania.
Pelium fu successivamente una fortezza di confine della Macedonia. Intorno al 335 a.C.., poco prima della battaglia di Pelion, venne occupata dai Dardani, al comando di Clito, che combatté a fianco di Glaucia contro Alessandro Magno. Alessandro era già passato per questa regione, una volta quando accompagnò suo padre Filippo nella campagna in Illiria, e un'altra volta nel 337 a.C. quando accompagnò sua madre Olimpiade in Epiro, per poi andare in Illiria ad incontrare Glaucia, e tornare in Macedonia attraverso il Passo del Lupo, un canyon sul fiume Eordaicus, l'attuale Devol.